# ساندي سالفاسيون
ساندي سالفاسيون مواليد 17 ديسمبر 1978 في الفلبين، هو لاعب كرة سلة فلبيني. بدأ مسيرته الاحترافية في سنة 2003. يلعب في الرابطة الفلبينية لكرة السلة. يبلغ طوله 6 قدم 3 بوصة (1.9 م).

## المسيرة الاحترافية
لعب مع بارانجي جينبرا سان ميغيل من سنة 2003 إلى 2010، ثم لعب مع سان ميغيل بيرمن في موسم 2010–2011، ثم لعب مع باراكو بول إنرجي في موسم 2011–2012، ثم لعب مع ميرالكو بولتز من سنة 2012 إلى 2014.